# Charles Martins

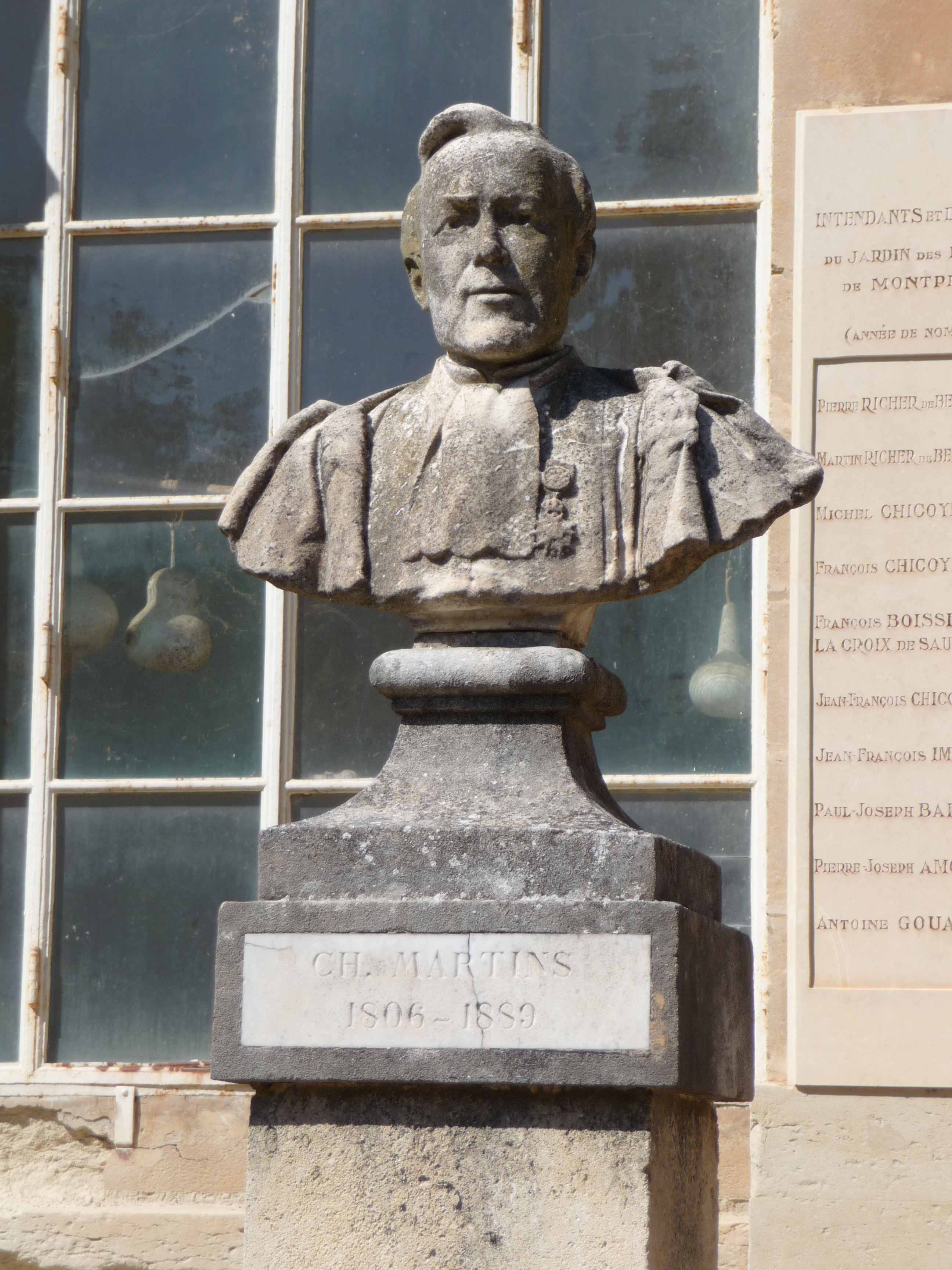
Büste von Martins im Botanischen Garten von Montpellier

Charles Frédéric Martins (* 6. Februar 1806 in Paris; † 7. März 1889 ebenda) war ein französischer Botaniker und Mediziner. Sein offizielles botanisches Autorenkürzel lautet „Martins“.
Martins war Protestant und deutscher Abstammung. Er ging in Paris und Genf zur Schule (wo er unter den Einfluss des Botanikers Augustin-Pyrame de Candolle kam) und studierte Medizin in Paris mit der Promotion 1834 (Principes de la méthode naturelle appliqués à la classification des maladies de la peau). 1839 erhielt er seine Agrégation in Naturgeschichte in Paris. Er lehrte Naturgeschichte an der Medizinischen Fakultät der Sorbonne und war ab 1846 war er Assistenzprofessor für Botanik und Zoologie an der Universität Montpellier und 1851 wurde er dort Professor für Botanik und Naturgeschichte und Direktor des Botanischen Gartens. 1879 ging er in den Ruhestand und lebte zuletzt in Paris.
Er nahm an verschiedenen Expeditionen teil von Spitzbergen bis in die Sahara (Ägypten, Algerien), worüber er auch einen Reisebericht veröffentlichte. Außerdem war er viel in den Alpen. Außer über Botanik veröffentlichte er auch zur Geologie und Meteorologie (er übersetzte das Lehrbuch der Meteorologie von Ludwig Friedrich Kämtz). Im Botanischen Garten in Montpellier baute er ein großes Glashaus und ein Observatorium.
Er war korrespondierendes Mitglied der Geological Society of London und korrespondierte mit Charles Darwin (er war Anhänger der Evolutionstheorie) und Carl Vogt, mit dem er befreundet war. Martins übersetzte Werke von Johann Wolfgang von Goethe (1837 dessen naturwissenschaftliche Schriften) ins Französische. Er schrieb Vorworte für Übersetzungen von Werken von Charles Darwin (dessen Werk über insektenfressende Pflanzen) und Ernst Haeckel (Natürliche Schöpfungsgeschichte). Er gab 1873 auch eine Neuausgabe der Philosophie zoologique von Jean-Baptiste Lamarck heraus.
Er war ab 1839 Mitglied der Leopoldina. 1853 wurde er Mitglied der Akademie der Wissenschaften von Montpellier und er war 1870 deren Präsident. 1863 wurde er als korrespondierendes Mitglied in die Académie des sciences aufgenommen.

## Schriften
- Du Spitzberg au Sahara: étapes d'un naturaliste au Spitzberg, en Laponie, en Écosse, en Suisse, en France, en Italie, en Orient, en Égypte et en Algérie, Paris: J.-B. Baillière 1866.
- Martins, Charles-Frédéric, Essai sur la Météorologie et la Géographie Botanique de la France, Paris: Dubochet 1847.